# Noctuini
De Noctuini zijn een geslachtengroep van vlinders in de Familie uilen (Noctuidae).

## Subtribus
- Agrotina
- Axyliina
- Noctuina